# Eugen Wendler
Eugen Wendler (* 17. März 1939 in Reutlingen) ist Gründer und war Leiter des Friedrich-List-Instituts in Reutlingen.

## Leben
Wendler war von 1972 bis 2004 Professor für Internationales Marketing, Marktpsychologie und Kommunikationspolitik an der Hochschule Reutlingen. Er wurde am 17. März 1939 in Reutlingen als Sohn des Steuerberaters Eugen Wendler und seiner Ehefrau Helene, geb. Karcher, geboren. Von 1949 bis 1958 besuchte er in Reutlingen das Johannes-Kepler-Gymnasium und die Wirtschaftsoberschule, an der er 1958 die Reifeprüfung ablegte. Anschließend absolvierte er in einer Reutlinger Maschinenfabrik eine zweijährige kaufmännische Lehre. Im Sommersemester 1960 begann er das Studium der Wirtschaftswissenschaft an der Universität Tübingen. 1977 promovierte er an der Universität Tübingen bei Alfred Eugen Ott mit einer Untersuchung über Das betriebswirtschaftliche Gedankengebäude von Friedrich List. 1992 gründete Wendler das Friedrich-List-Institut für historische und aktuelle Wirtschaftsstudien (FLI), welches er bis 2012 leitete. Für sein Buch über Friedrich List, das er 2013 veröffentlichte und seiner Frau Christl sowie dem Holzunternehmer und Mäzen Karl Heinz Danzer widmete, schrieben Horst Köhler und Barbara Bosch Geleitworte.
Das von ihm 1992 gegründete Friedrich-List-Institut wird seit 2012 von Stephan Seiter geleitet.

## Werke (Auswahl)
- „Das Band der ewigen Liebe“. Clara Schumanns Briefwechsel mit Emilie und Elise List, Stuttgart/Weimar: Metzler, 1996, ISBN 3-476-01453-3
- Durch Wohlstand zur Freiheit. Neues zum Leben und Werk von Friedrich List. Nomos, Baden-Baden 2004, ISBN 3-8329-0325-9.
- Friedrich List (1789–1846). Ein Ökonom mit Weitblick und sozialer Verantwortung, 2013, ISBN 978-3-658-02643-1
- Friedrich List: Die Politik der Zukunft. Springer Gabler, Wiesbaden 2016, ISBN 978-3-658-10628-7.
- Friedrich List: Politisches Mosaik. Springer Gabler, Wiesbaden 2017, ISBN 978-3-658-16575-8.
- Friedrich List – Vordenker der Sozialen Marktwirtschaft. Im Spannungsfeld zwischen Vision und geheimdienstlicher Observierung. Springer Gabler, Wiesbaden 2018, ISBN 978-3-658-22934-4.
- Friedrich List und die Dritte Welt. Grundzüge der Entwicklungspolitik. Springer Gabler, Wiesbaden 2019, ISBN 978-3-658-25950-1.
- Die politische Ökonomie von Friedrich List. Springer Gabler, Wiesbaden 2020, ISBN 978-3-658-29731-2.
- Textilgeschichte(n). Von und um Reutlingen: 100 Jahre deutsche Textilforschung (1921–2021). Hochschule Reutlingen 2021.
- Reutlingen. Geschichte und Gegenwart einer lebendigen Stadt. 8. Aufl. Wendler, Reutlingen 2021.